# Mahmoud Malouche
Mahmoud Malouche est un footballeur tunisien ayant évolué au Club africain. 
Premier capitaine et l'un des pères fondateurs du Club africain, il évolue durant toute sa carrière au poste de défenseur au sein du club. 